# Ситковский, Пётр Порфирьевич
Ситковский Пётр Порфирьевич (1882—1933) — советский хирург.

## Биография
В 1908 году окончил медицинский факультет Московского университета. Позже работал ординатором и ассистентом в клинике госпитальной хирургии, которой руководил Алексей Васильевич Мартинов. Участвовал в первой мировой войны в качестве старшего врач в лазарете Красного Креста. В 1916 году защитил докторскую диссертацию на тему «Послеоперационные кровотечения при желтухе». В диссертации он предложил новые идеи , касающиеся механизма свертывания крови. В 1917 года стал работать приват-доцентом клиники хирургии в Московском университета. Также принимал  участие в организации в Ташкенте первого в Средней Азии Туркестанского университета. В 1920-1932 годах работал профессором факультетской хирургии и деканом медицинского факультета Туркестанского университета. В 1928 году Ситковский организовал первую в Средней Азии кафедру челюстно-лицевой хирургии и хирургической стоматологии в Ташкентском государственном стоматологическом институте. В 1932 году переехал в Рязань. Там был организован стационар при лечебнице Красного Креста.
Ситковский написал более 30 научных работ. Они касались вопросов абдоминальной и костно-пластической хирургии. Он описал важный симптом острого аппендицита (позже симптом был назван в честь хирурга симптом Ситковского). В 1911 году разработал метод стерилизации кетгута парами йода. Позже изобрел аппарат для определения свертываемости крови. Впоследствии аппарат был усовершенствован Борисом Андриановичем Егоровым (впоследствии был назван аппаратом Ситковского—Егорова).
Ситковский работал секретарем Общества русских хирургов в Москве. Также принимал  участие в составлении «Ежегодника русской медицинской печати». В 1922 году был председателем I съезда врачей Туркестана, который был созван по инициативе Ситковского. Также основал медицинское издание, «Туркестанский медицинский журнал» (первый в Средней Азии).

## Научные работы
- Прибор для кислородного наркоза с помощью аппарата Braun’a, Медицинский обозреватель, том 73, № 7, стр. 627, 1910
- Свободная костная пластика при ампутациях, Хирургия, том 32, № 188, с. 216, 1912
- К методике определения свертываемости крови, Медицинский обозреватель, том 80, № 15, с. 329, 1913
- Послеоперационные кровотечения при желтухе, диссертация, Москва, 1916
- Об одном из клинических признаков при воспалении червеобразного отростка, Туркестанский медицинский журнал, т. 1, № 1, стр. 37, 1922
- Хирургия селезенки, Медицинская мысль Узбекистана, № 9-10, стр. 5, 1929.